# Berge (Halver)
Berge ist eine Hofschaft von Halver im Märkischen Kreis im Regierungsbezirk Arnsberg in Nordrhein-Westfalen (Deutschland).

## Lage und Beschreibung
Berge liegt auf 385 Meter über Normalnull im östlichen Halver nördlich von Ehringhausen. Weitere Nachbarorte sind  Grünewald, Neuenhaus, Schmidtsiepen, Mittelherweg und Pottheinrich.
Der Ort ist über eine Verbindungsstraße zwischen der Bundesstraße 229 und der Landesstraße L892 zu erreichen, die von Heesfeld nach Schmidtsiepen führt und auch Neuenhaus anbindet. Östlich von Berge erhebt sich mit 409 Meter über Normalnull der Raffelnberg, südwestlich mit 401,6 Meter der Brehenberg und westlich der Wiehberg. Südwestlich des Ortes entspringt ein Zufluss der Hälver.

## Geschichte
Die Besiedlung des Umfelds von Berge kann aufgrund von Funden östlich des Ortes bereits in die Mittelsteinzeit datiert werden. Erstmals urkundlich erwähnt wurde Berge in den Jahren 1125 und 1138, die Entstehungszeit der heutigen Siedlung wird aber im Zeitraum zwischen 800 und 900 in der Folge der frühen fränkischen Ausbauperiode vermutet.
1818 lebten 16 Einwohner im Ort. 1838 gehörte Berg als Berge der Ehringhauser Bauerschaft innerhalb der Bürgermeisterei Halver an. Der laut der Ortschafts- und Entfernungs-Tabelle des Regierungs-Bezirks Arnsberg als Hof kategorisierte Ort besaß zu dieser Zeit drei Wohnhäuser, drei Fabriken bzw. Mühlen und sechs landwirtschaftliche Gebäude. Zu dieser Zeit lebten 29 Einwohner im Ort, allesamt evangelischen Glaubens.
Das Gemeindelexikon für die Provinz Westfalen von 1887 gibt eine Zahl von 33 Einwohnern an, die in fünf Wohnhäusern lebten.
Seit dem Frühmittelalter (nach anderen Angaben seit vorgeschichtlicher Zeit) führte an Berge eine bedeutende Altstraße von Köln über Wipperfürth, Halver, Lüdenscheid, Werdohl und Arnsberg nach Soest vorbei, ein Handels-, Pilger- und Heerweg.